# Анто Васовић (ватерполиста)
Анто Васовић (1967) бивши је југословенски и српски ватерполиста.

## Спортска биографија
Ватерполо каријеру је почео у београдском Партизану. Као играч сплитског Јадрана био је и клупски шампион Европе 1992. Играо је још за Будву, Бечеј, док је у иностранству наступао за Ницу у Француској.
Са репрезентацијом Југославије, освојио је две златне медаље на Светским првенствима, 1986. у Мадриду и 1991. у Перту. Иако је био један од најмлађих у финалу СП 1986. године, допринео је освајању злата постигавши четири гола у финалу против Италије, а Југославија је добила меч голом Игора Милановића у последњој секунди четвртог продужетка. Има два друга места на Европским првенствима 1987. у Стразбуру и 1989. године у Бону.
Играчку каријеру је завршио већ у 29 години. Бавио се тренерским позивом у Бечеју. Од 2013. је био спортски директор Војводине. Успешно је обављао дужност председника стручног савета Ватерполо савеза Србије, у периоду када је репрезентација Србије освојила девет узастопних златних медаља на великим такмичењима. Након тога, ради као спортски директор ватерполо клуба Шабац.
Млађи брат му је познати српски ватерполиста и репрезентативац Југослав Васовић, освајач бронзане медаље на Олимпијским играма у Сиднеју 2000. године. Анто је стриц српског фудбалера Анта Васовића, који је син његовог брата Југослава. Његов син Огњен је ватерполиста.

## Успеси
Играч
Југославија
- медаље
- злато : Светско првенство Мадрид 1986.
- злато : Светско првенство Перт 1991.
- сребро : Европско првенство Стразбур 1987.
- сребро : Европско првенство Бон 1989.